# Будуп, Болат-оол Кыргысович
Болат-оол Кыргысович Будуп (15.03.1950 — 24.12.2010), языковед, фольклорист, кандидат искусствоведения (1992), автор-составитель «Толкового словаря тувинского языка» (т.1, 2003), «Краткого русско-тувинского словаря» (1994).

## Трудовая деятельность
Родился в с. Кок-Чыраа Улуг-Хемского района Тувинской автономной области. Окончил Кызылский государственный педагогический институт (1974). Работал в разные годы в секторах литературы и фольклора, языка и словарей Тувинского научно-исследовательского института языка, литературы и истории (ТНИИЯЛИ), Центре развития национальных школ при Министерстве общего и профессионального образования Республики Тыва, преподавал сценическую речь в Щукинском училище.

## Научная деятельность
Область научных интересов: тувинский язык и литература, тувинский фольклор, тувинская сценическая речь.
Основные научные исследования Б. К. Будуп посвящены тувинскому фольклору, тувинским пословицам и поговоркам, дикции и орфоэпии тувинской сценической речи.
Написал книгу об особенностях сценической речи в тувинском языке, работая в Щукинском училище. В результате в свет вышла его работа «Тыва сцена чугаазы» («Тувинская сценическая речь»). Автор книг «Уран номчулга» (Художественное чтение, 1977); «Тувинская сценическая речь», 1978), один из составителей фольклорного сборника «Бора-Шокар аъттыг Боралдай» (Боралдай с серо-пестрым конем, 1983), «Тыва улегер домактар болгаш чечен сестер» (Тувинские пословицы и поговорки, 2016), «Краткого русско-тувинского словаря» (1994), «Толкового словаря тувинского языка» (т.1, 2003). Издание предназначено для широкого круга специалистов в области тувинского языка.

## Научные труды
- 1.Будуп, Болат-оол Кыргысович. Тувинская сценическая речь (разделы: дикция и орфоэпия): автореферат дис. кандидата искусствоведения: 17.00.01. — Москва, 1992. — 24 с.[1]
- 2.Будуп, Болат-Оол Кыргысович. Тувинская сценическая речь: разделы: дикция и орфоэпия: диссертация … кандидата искусствоведения: 17.00.01. — Москва, 1992. — 157 с.[7][8]
- 3.Краткий русско-тувинский словарь: Ок. 14 тыс. слов / Тувин. НИИ яз., лит. и истории; [Д. А. Монгуш и др.]; отв. ред. Д. А. Монгуш. — Кызыл: Новости Тувы, 1994. — 430 с.; 21 см; ISBN (В пер.) (В пер.)[3][6][9][10]
- 4.Толковый словарь тувинского языка. Т. 1: А-Й: Т. 1: Ок. 10300 слов и 1700 устойчивых словосочетаний. — 2003. — 596, [2] с.; ISBN 5-02-029706-2 (в пер.)[2][11][12]
- 5.ТОЛКОВЫЙ СЛОВАРЬ ТУВИНСКОГО ЯЗЫКА С пер. значений слов и устойчивых словосочетаний на рус. яз. Тув. ин-т гуманитар. исслед.; [Сост.: Б. К. Будуп и др.]; Под ред. Д. А. Монгуша

Книги:
- 1. «Уран номчулга» (Художественное чтение, 1977).
- 2. «Тыва сцена чугаазы» («Тувинская сценическая речь», 1978).
- 3. «Бора-Шокар аъттыг Боралдай» (Боралдай с серо-пестрым конем, 1983).
- 4. «Тыва улегер домактар болгаш чечен сестер» (Тувинские пословицы и поговорки, 2016).